# Sondra bifurcata
Sondra bifurcata là một loài nhện trong họ Salticidae.
Loài này thuộc chi Sondra. Sondra bifurcata được Fred R. Wanless miêu tả năm 1988.